# Ренли Баратеон
Ре́нли Баратеон (англ. Renly Baratheon) — персонаж из серии фэнтези-романов американского писателя Джорджа Р. Р. Мартина «Песнь льда и огня» и её телевизионной адаптации «Игра престолов». Это представитель одного из великих домов Вестероса, младший из трёх сыновей лорда Стеффона Баратеона и Кассаны Эстермонт, брат Роберта и Станниса Баратеонов. Он — лорд Штормового предела и Верховный лорд Штормовых земель. Он служил мастером над законами в малом совете своего старшего брата, прежде чем провозгласить себя королём после смерти Роберта при поддержке Простора и Штормовых земель. Это провозглашение стало сигналом к началу Войны пяти королей, в которой Ренли столкнулся в том числе со своим старшим братом Станнисом.
Гомосексуальные отношения Ренли с Лорасом Тиреллом упоминаются в книгах лишь намёками, а в телешоу они были явно продемонстрированы. Оба мужчины являются одними из самых известных ЛГБТК-персонажей Мартина, хотя адаптация отношений Ренли и Лораса и изображение последнего в сериале получили неоднозначную оценку критиков.
Роль Ренли Баратеона в телевизионной адаптации HBO исполняет Гетин Энтони.

## Описание персонажа
Ренли Баратеон — младший брат короля Роберта и Станниса. Он красивый и харизматичный мужчина, который легко завоёвывает друзей, что делает его популярным среди простых людей и лордов. Считается, что он очень похож на своего старшего брата Роберта, хотя и меньше и стройнее, унаследовав рост Баратеонов и длинные чёрные волосы. Хотя он популярен и харизматичен, многие влиятельные лорды при дворе втайне считают его тщеславным и легкомысленным. Его описывают как презирающего чтение, хотя он любит охоту и рыцарские турниры. Ренли также скрытый гомосексуал, состоящий в отношениях с Лорасом Тиреллом, хотя об этом многие знают.
Ренли не является ПОВ-персонажем в романах, поэтому его действия наблюдаются и интерпретируются глазами других людей, таких как Нед и Кейтилин Старки. Его также часто упоминает и вспоминает Бриенна Тарт, которая влюбилась в него в юном возрасте. Ренли в основном является второстепенным персонажем в романах.

## Сюжетные линии

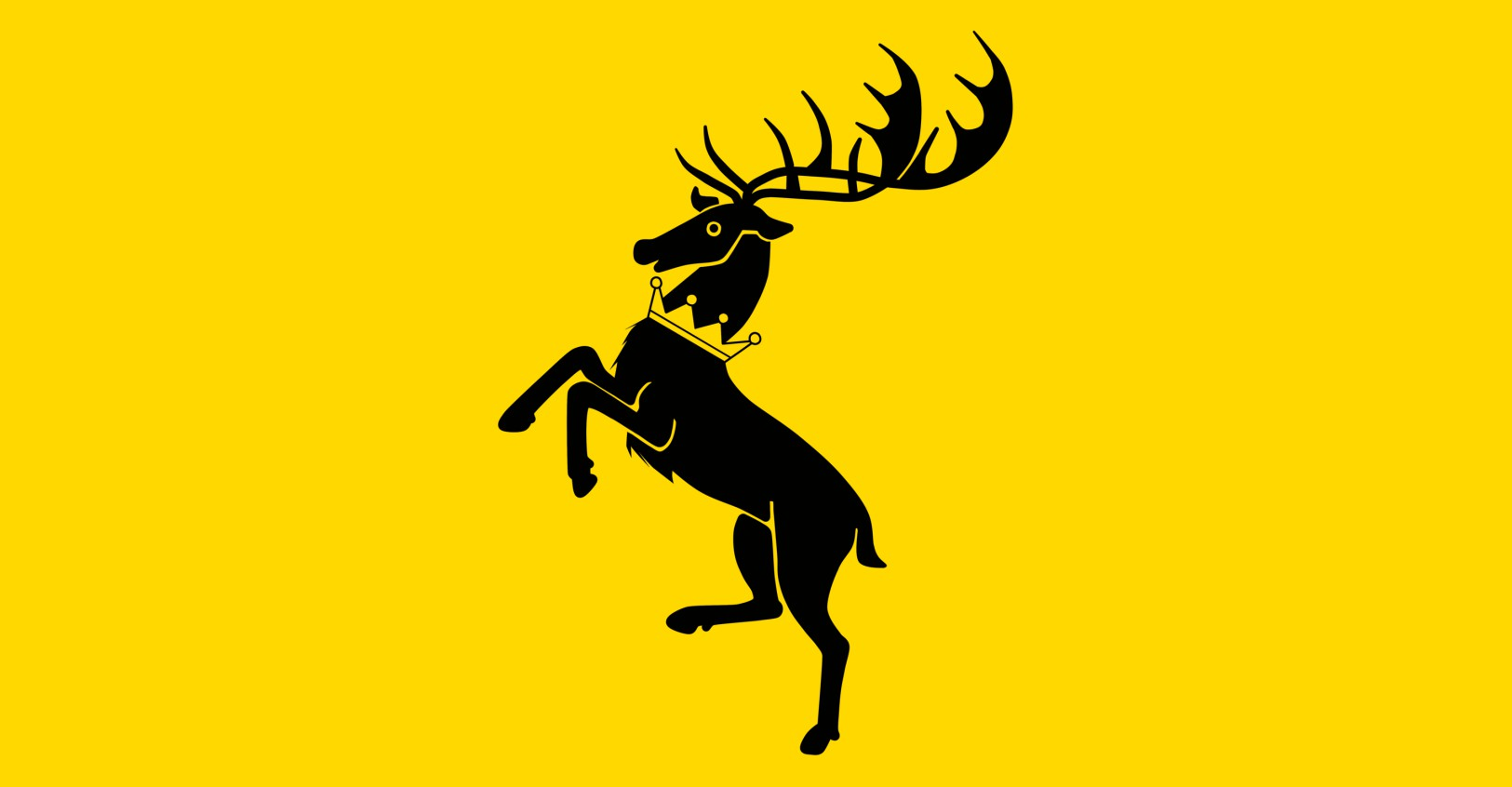
Гербовое знамя короля Ренли Баратеона в книгах

Ренли Баратеон — младший из братьев Баратеонов и лорд Штормового предела. Его описывают как харизматичного и красивого, легко завоёвывающего друзей. Ренли входит в совет Роберта в качестве мастера над законами. После гибели Роберта Ренли объявляет себя королём Семи королевств в «Битве королей», завоёвывает поддержку знаменосцев Баратеонов, поскольку он является их Верховным лордом, и заключает союз с Домом Тиреллов, женившись на Маргери Тирелл. Однако прежде чем двинуться на столицу, он узнаёт, что Станнис осаждает Штормовой предел. Ренли марширует туда, намереваясь убить своего брата в бою, и отклоняет предложение стать наследником Станниса. Перед битвой его убивает тень, вызванная Мелисандрой, хотя неясно, знает ли об этом Станнис или нет.

## Телеадаптация

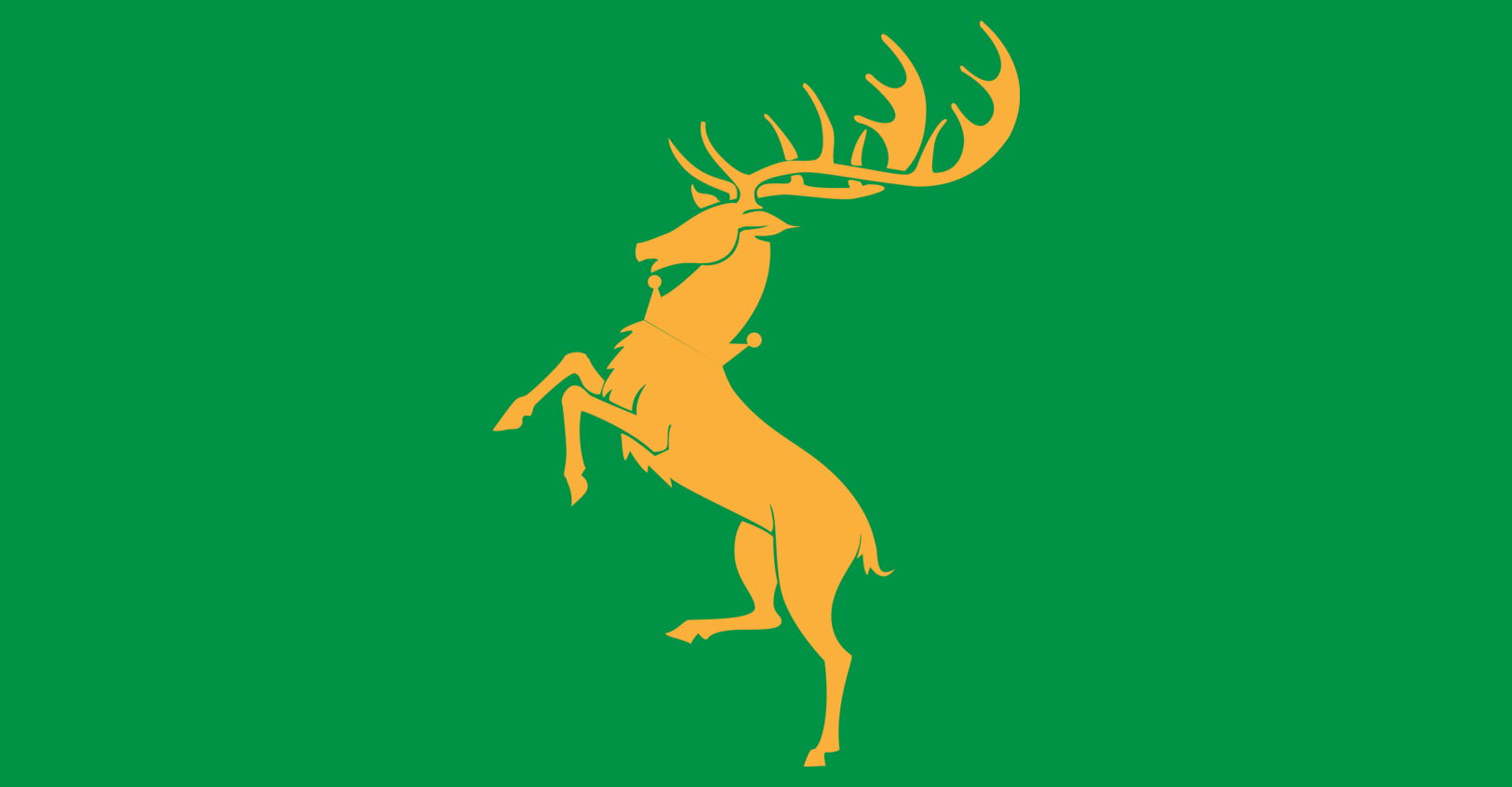
Знамя с гербом короля Ренли Баратеона в «Игре престолов»

Роль Ренли Баратеона в сериале «Игра престолов» исполняет британский актёр Гетин Энтони.
Гетин Энтони о своём персонаже: «Причина, по которой мне нравится играть его, заключается в том, что я думаю, что он фантастический человек, который верит в то, что Вестерос является культурным и просвещённым местом. Его главное преимущество — и почему он хорошо устроился в этом мире — это то, что он хорошо ладит с людьми».

### 1-й сезон
Ренли Баратеон, лорд Штормового предела, является младшим братом короля Роберта и мастером над законами в Малом совете. Он популярен в народе, потому что красив, весел и устраивает экстравагантные балы и маскарады. Он не любит драк или кровопролития и предпочёл бы заводить друзей, чем убивать врагов. Он тайно является любовником сира Лораса Тирелла, Рыцаря цветов, который убеждает его, что эти качества делают его лучшим для правления, чем любой из его старших братьев. Пока Роберт лежит при смерти, Ренли пытается убедить Неда в том, что им двоим следует похитить Джоффри и самим править королевством. Однако Нед отказывается, поэтому Ренли, Лорас и их последователи бегут на юг. Как только Джоффри становится королём и казнит Неда, Ренли действительно бросает вызов притязаниям на трон своего предполагаемого племянника.

### 2-й сезон
Ренли объявляет себя королём Семи королевств и завоёвывает поддержку знаменосцев Баратеонов и поддержку других домов, несмотря на более обоснованные претензии Станниса. Он также заключает союз с могущественным домом Тиреллов и его знаменосцами (включая Рендилла Тарли, отца Сэмвелла Тарли), женившись на Маргери Тирелл. Он медленно ведёт свою огромную армию через южный Вестерос, выжидая подходящего момента. Кейтилин Старк пытается убедить Ренли и Станниса забыть о своих разногласиях и объединиться против Ланнистеров, их союзников и знаменосцев, но это не удаётся, так как оба брата отказываются отбросить свои притязания на трон. В ночь перед битвой между его войсками и войсками Станниса Ренли соглашается с Кейтилин позволить Роббу Старку сохранить титул «Короля Севера» и править Севером и Речными землями, но при условии, что он поклянётся в верности Ренли как королю на Железном троне. Прежде чем Кейтилин сможет предложить реальные переговоры, короля Ренли в своём же шатре убивает тень Станниса, рождённая красной жрицей Мелисандрой. Станнис поначалу не знает о точном характере преступления Мелисандры, а позже явно потрясён и опечален той ролью, которую он сыграл в убийстве своего брата.

### 5-й сезон
В финале 5-го сезона после битвы за Винтерфелл Бриенна Тарт казнит Станниса за убийство брата, тем самым отомстив за Ренли.